# François Briatte
François Briatte (Lausanne, 27 september 1805 - aldaar, 30 januari 1877) was een Zwitsers radicaal politicus uit het kanton Vaud.

## Biografie
François Briatte was afkomstig uit een Franse familie.

### Kantonnale politiek
In 1837 werd hij verkozen in de Grote Raad van Vaud. In 1845 werd hij vervolgens lid van de Staatsraad van Vaud. Hij leidde het Departement van Militaire Zaken (1845-1847), het Departement van Openbare Werken (1852, 1853 en 1855), het Departement van Politie en Justitie (1849 en 1858-1859), het Departement Binnenlandse Zaken (1850-1851) en het Departement Financiën (1856-1857). In 1839, 1844, 1845 en 1848 was hij, samen met Daniel-Henri Druey de vertegenwoordiger van Vaud in de Tagsatzung.

### Kantonsraad
In 1848 werd Briatte door de Grote Raad voor het eerst verkozen in de door de nieuwe Zwitserse Grondwet van 1848 opgerichte Kantonsraad. Hij was lid van de Kantonsraad in de periodes 1848-1853, 1856-1862 en 1864-1867 en zou meermaals voorzitter van de Kantonsraad zijn (1848-1850, 1852-1853, 1856-1857 en 1859-1860). Briatte was dus in totaal meer dan vier jaar Kantonsraadsvoorzitter. Na hem heeft niemand nog zo lang deze functie bekleed. In 1855 stelde Briatte zich kandidaat-Bondsraadslid, zij het zonder succes.
In 1866 werd hij niet herverkozen in de Staatsraad van Vaud en zijn mandaat in de Kantonsraad kwam ten einde in 1867, waarna hij zich terugtrok uit de politiek.

## Trivia
- Tijdens zijn militaire dienst was hij van 1839 tot 1845 luitenant-kolonel en commandant van het 1e militaire district van Vevey en Moudon.